# Maschalocorymbus
Maschalocorymbus là một chi thực vật có hoa trong họ Thiến thảo (Rubiaceae).

## Loài
Chi Maschalocorymbus gồm các loài: